# Межзональные турниры (женские)
Межзональные турниры среди женщин — часть системы соревнований на первенство мира, утверждены 39-м конгрессом ФИДЕ (Лугано, 1968). Проводятся с 1971 года до 1976 год — по 1-у турниру. С 1976 года до 1990 год — по 2. Состав участниц формировался по итогам зональных турниров ФИДЕ. Участницы финального матча претенденток или одна из них — чемпионка мира, потерявшая своё звание в предыдущем цикле соревнований, допускалась сразу в матчи претенденток.
Условия проведения оставались неизменными (1971—1982): по 3 победительницы из каждого межзонального турнира допускались в матчи претенденток. При дележе мест проводился дополнительные матчи или матч-турниры между участницами, претендующими на выход в финал. С 1985 года победительницы межзонального турнира допускались в турнир претенденток.
С 1991 года турниры проводились по швейцарской системе. Последний межзональный турнир проводился в 1995 году.

## Победители межзональных турниров
| №  | Год  | Город               | Победитель(и)                       |
| -- | ---- | ------------------- | ----------------------------------- |
| 1  | 1971 | Охрид               | Александрия, Нана                   |
| 2  | 1973 | о. Менорка          | Козловская, Валентина               |
| 3  | 1976 | Тбилиси             | Фаталибекова, Елена                 |
| 3  | 1976 | Росендал            | Ахмыловская, Елена Кушнир, Алла     |
| 4  | 1979 | Рио-де-Жанейро      | Иоселиани, Нана                     |
| 4  | 1979 | Аликанте            | Ахмыловская, Елена Лемачко, Татьяна |
| 5  | 1982 | Бад-Киссинген       | Гаприндашвили, Нона                 |
| 5  | 1982 | Тбилиси             | Мурешан, Маргарета                  |
| 6  | 1985 | Гавана              | Александрия, Нана                   |
| 6  | 1985 | Железноводск        | Литинская, Марта                    |
| 7  | 1987 | Смедеревска-Паланка | Литинская, Марта                    |
| 7  | 1987 | Тузла               | Иоселиани, Нана                     |
| 8  | 1990 | Куала-Лумпур        | Гаприндашвили, Нона                 |
| 8  | 1990 | Азов                | Галлямова, Алиса Кахиани, Кетеван   |
| 9  | 1991 | Суботица            | Гаприндашвили, Нона Пэн Чжаоцинь    |
| 10 | 1993 | Джакарта            | Арахамия, Кетеван                   |
| 11 | 1995 | Кишинёв             | Арахамия, Кетеван                   |